# Zarzyczka górska

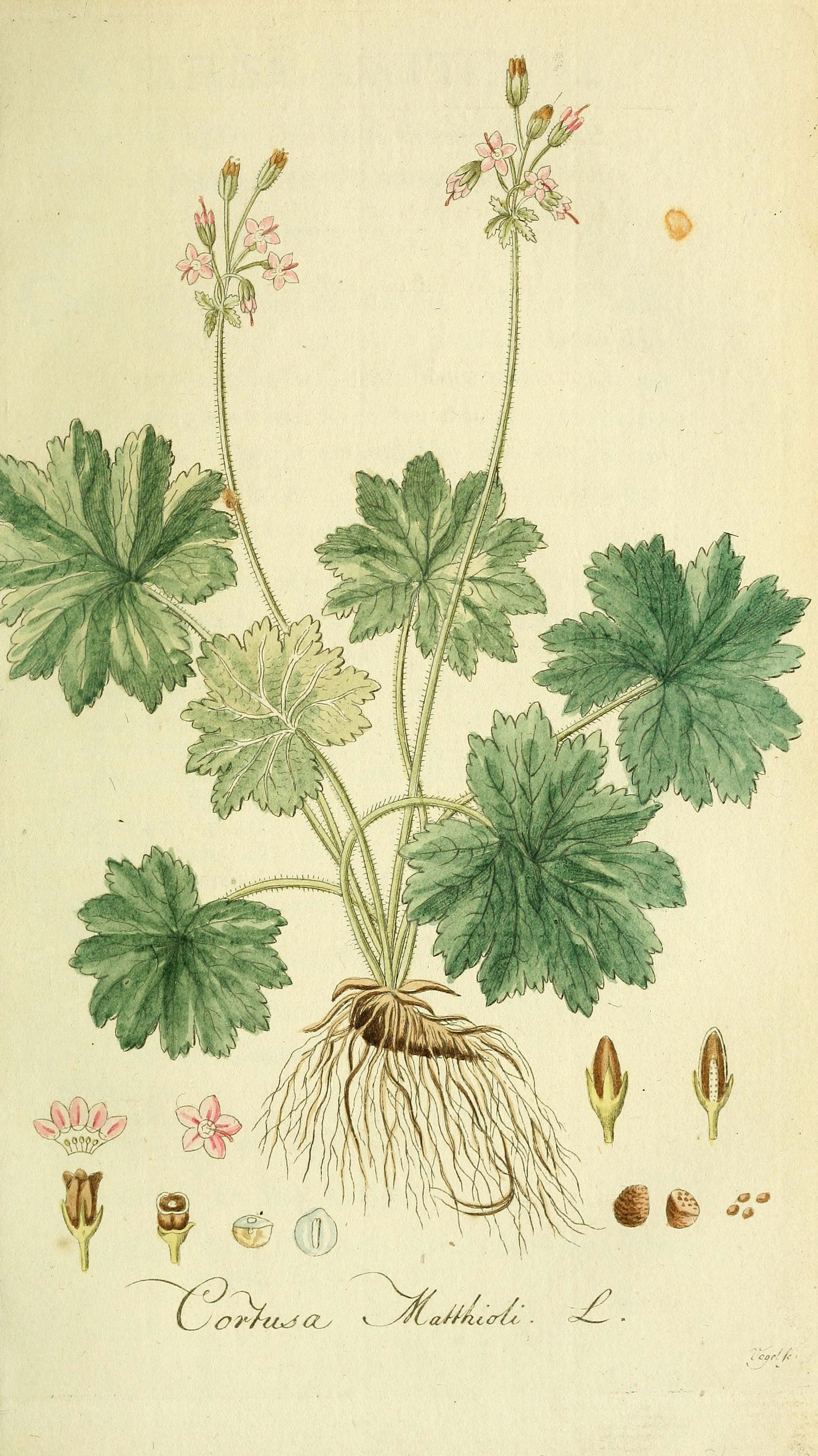
Morfologia

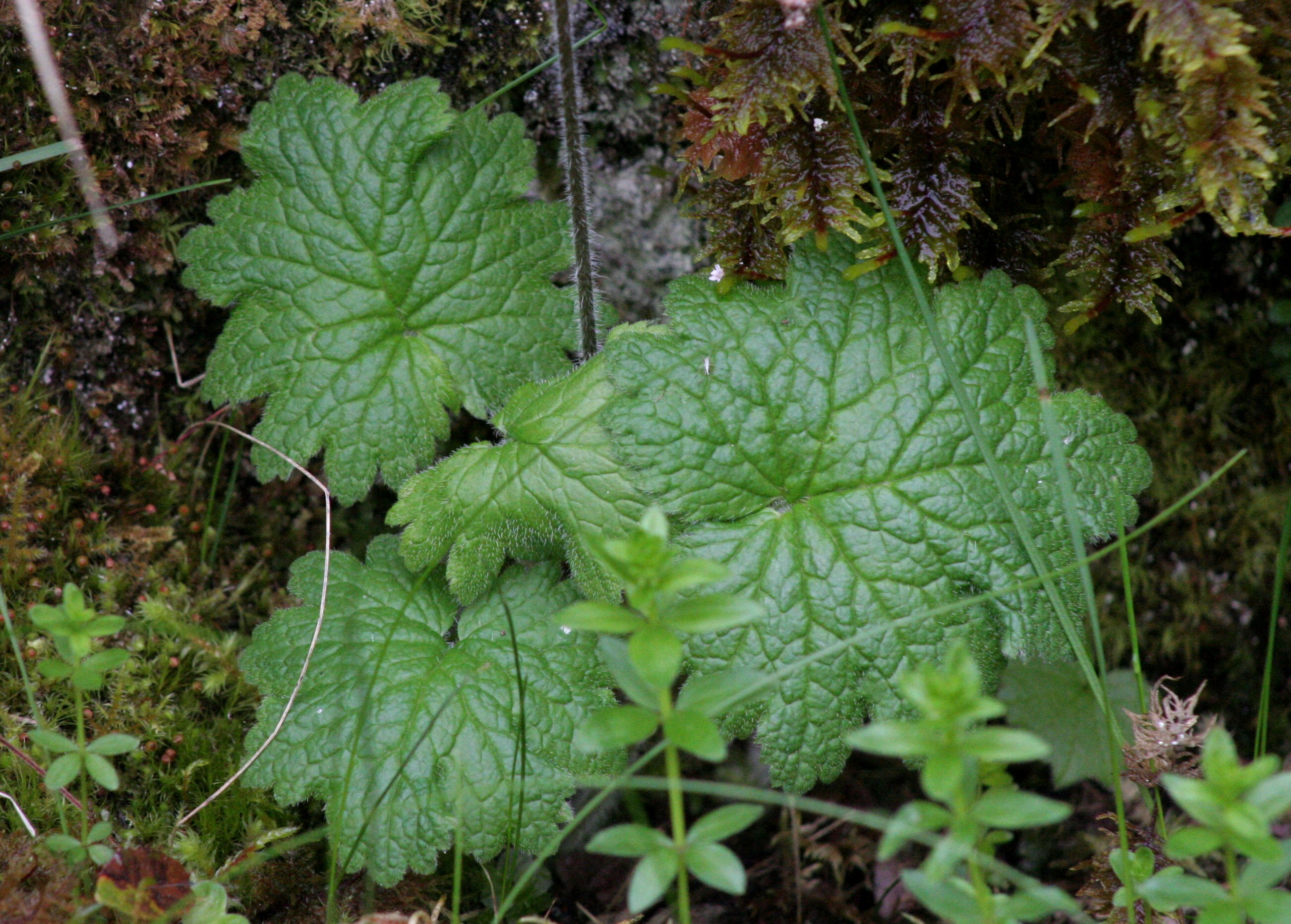
Liście

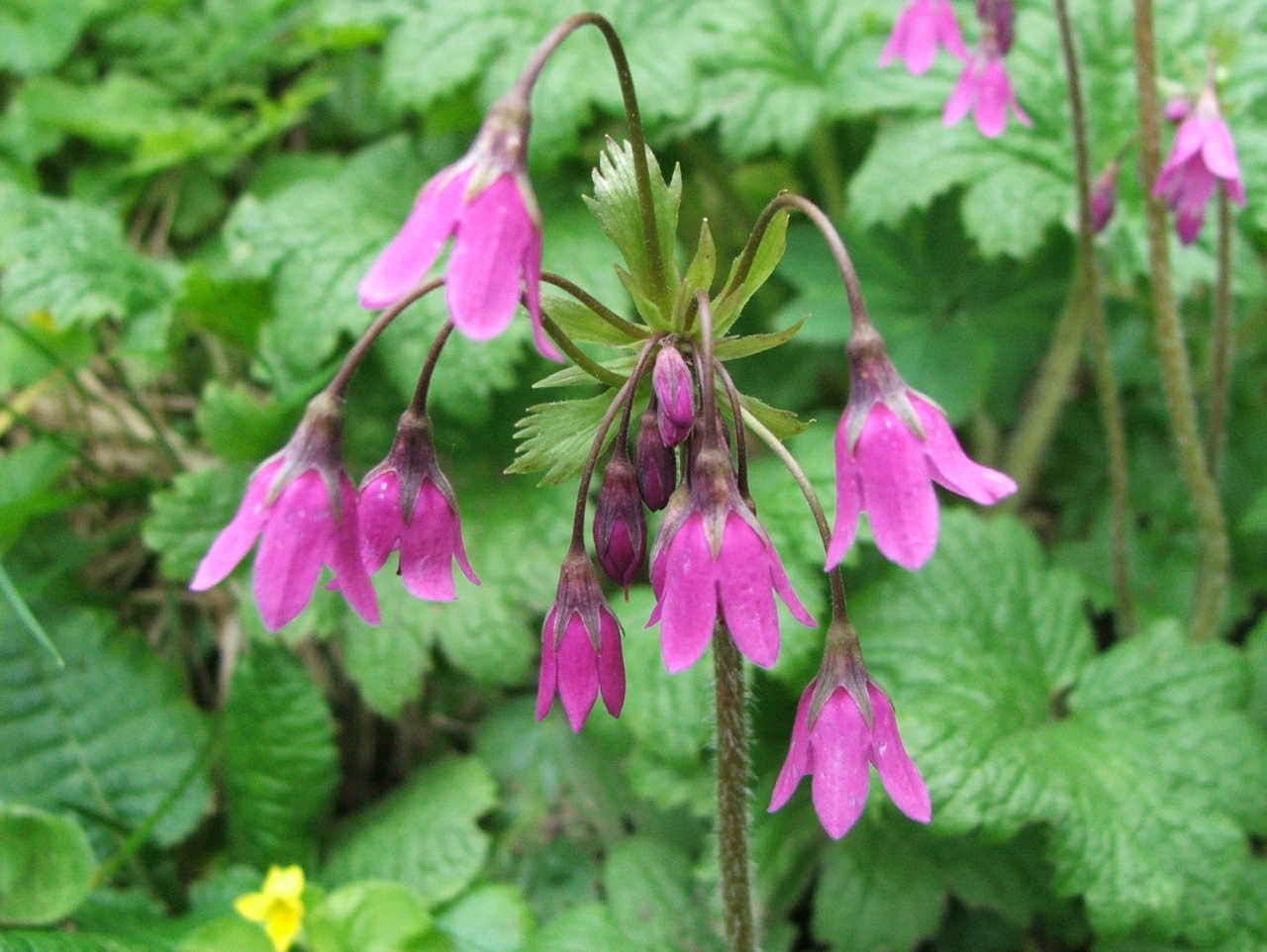
Kwiatostan

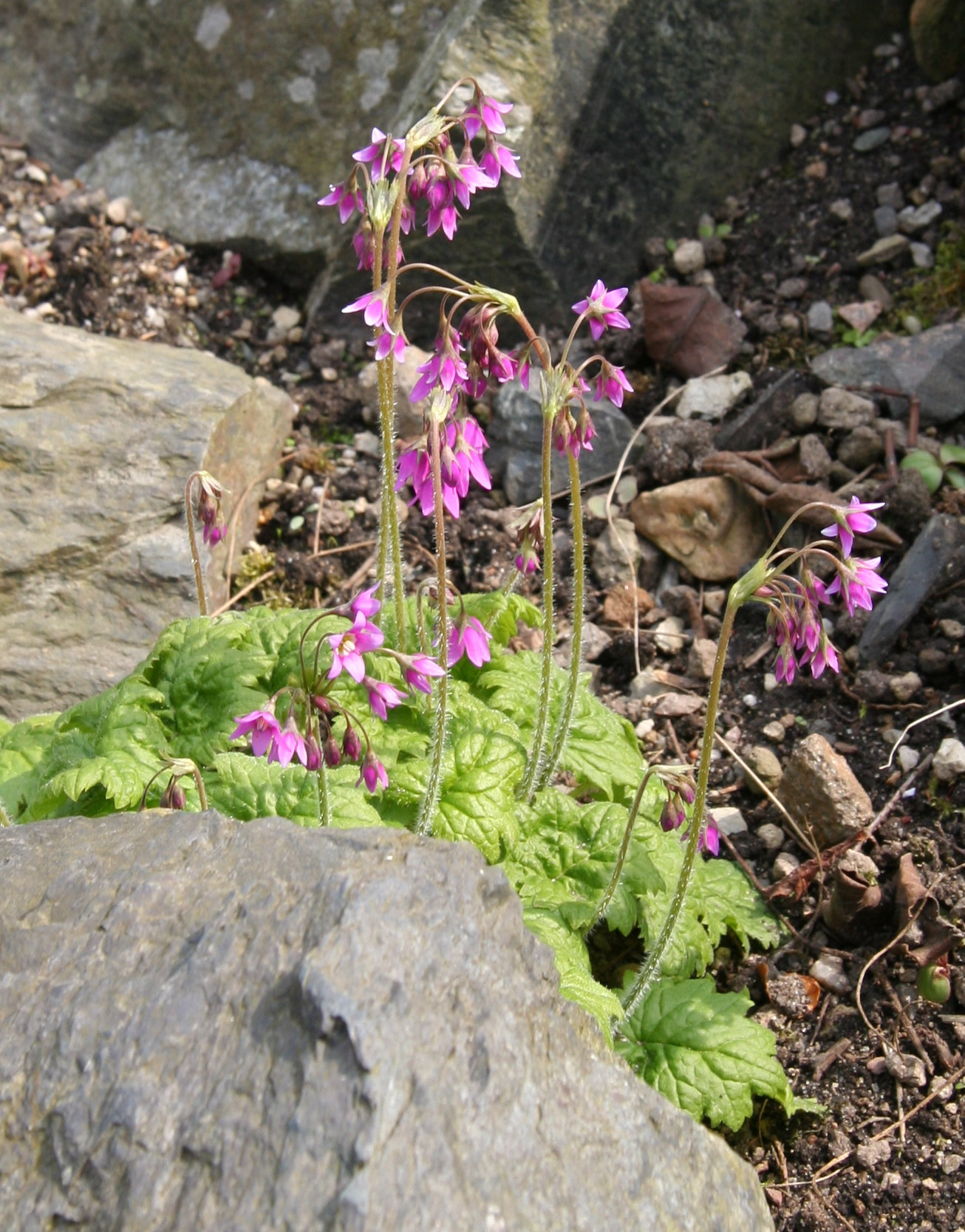
Pokrój

Zarzyczka górska, kortuza górska (Primula matthioli (L.) K.Richt.) – gatunek byliny należący do rodziny pierwiosnkowatych. Pochodzi ze środkowej i południowo-zachodniej Europy. W Polsce jest gatunkiem rzadkim, na terenie sąsiedniej Słowacji występuje dość licznie, w niektórych miejscach masowo. W Polsce objęty ochroną.

## Rozmieszczenie geograficzne
Zarzyczka górska jest gatunkiem o występowaniu wybitnie dysjunktywnym, w tym wypadku podzielonym na dwa odrębne, odległe obszary. Obszar zachodni obejmuje góry środkowej Europy: Alpy, Karpaty i grupy górskie Półwyspu Bałkańskiego. Obszar wschodni obejmuje środkowy i północny Ural oraz szereg rozproszonych stanowisk w dorzeczach Dwiny i Peczory aż po północne koło podbiegunowe. Poza tym rośnie na jednym izolowanym stanowisku w okolicach Moskwy.
W Europie występuje głównie w górach: w Alpach na wysokości 1080–1870 m, w Karpatach na wysokości 500–2152 m (szczyt Hawrania w Tatrach Bielskich), na Półwyspie Bałkańskim i na Uralu. W Karpatach Zachodnich występuje w Beskidach, Tatrach, na Wielkim Choczu, w Małej Fatrze, Wielkiej Fatrze, Niżnych Tatrach. Występuje także w niektórych pasmach Karpat Wschodnich (Czarnohora, Góry Czywczyńskie, Góry Rodniańskie) i Południowych. Poza górami występuje tylko w północno-wschodnich rejonach Europy, dochodząc tam po 70° szerokości geograficznej. Wyjątkową rzadkością jest w Czechach, gdzie znajdziemy ją jako relikt glacjalny jedynie na dnie przepaści Macocha w Krasie Morawskim.
W Polsce zlokalizowano około 15 stanowisk, rozrzuconych w kilku grupach górskich Karpat: w Beskidzie Żywieckim (masyw Pilska), w pasmie Policy, w Gorcach oraz w Tatrach i na Podhalu. Spośród nich siedem znajduje się na obszarach chronionych: w Tatrzańskim i Gorczańskim Parku Narodowym oraz w rezerwacie im. prof. Z. Klemensiewicza na Policy. Jak dotychczas nie udało się odnaleźć zarzyczki w masywie Babiej Góry, podczas gdy występuje ona w obu sąsiednich, wyraźnie niższych masywach (Pilsko i Polica).
Najdalej wysunięte na zachód stanowisko zarzyczki znajduje się na północnych stokach Pilska. Najniższe znane stanowiska w Beskidach znajdują się na północnych stokach Policy (810 m n.p.m.), a w dolinie Białki na Podhalu nawet niżej (740 m n.p.m.). Najliczniejsze stanowiska znajdują się na Policy, w dolinach potoków Łopuszanka, Kamienica Gorczańska i Koninka w Gorcach oraz w Dolinie Małej Łąki w Tatrach. Inne stanowiska tatrzańskie znajdują się w Dolinie Waksmundzkiej (pojedyncze okazy), w Dolinie Białego, w Dolinie Kościeliskiej w rejonie Polany Pisanej, w Dolinie Chochołowskiej w rejonie Siwiańskich Turni oraz (nieliczne) w Stanikowym Żlebie, a także nad Cichą Wodą pod Karpielówką.

## Systematyka i nazewnictwo
Gatunek tradycyjnie zaliczany był do rodzaju zarzyczka Cortusa, który na przełomie XX i XXI wieku włączony został do rodzaju pierwiosnek Primula. Nazwę rodzajową Cortusa nadał roślinie włoski naturalista XVI stulecia, Pierandrea Matthioli. Uczynił to dla uczczenia pamięci swego przyjaciela Giacomo Antonio Cortuso, botanika z Padwy, który jako pierwszy zwrócił uwagę na zarzyczkę w dolinie Stagna w Alpach. Nazwę gatunkową Matthioli wprowadził z kolei w XVIII w. twórca współczesnego systemu klasyfikacji organizmów, Karol Linneusz, uwieczniając w ten sposób samego Matthioliego.
Zmienność
W obrębie gatunku wyróżnianych jest 11 podgatunków:
- subsp. altaica (Losinsk.) Kovt.
- subsp. brotheri (R.Knuth) Kovt.
- subsp. discolor (Vorosch. & Gorovoj) Kovt.
- subsp. himalaica (Losinsk.) Kovt.
- subsp. matthioli
- subsp. mongolica (Losinsk.) Kovt.
- subsp. pekinensis (V.A.Richt.) Kovt.
- subsp. pubens (Schott, Nyman & Kotschy) Kovt.
- subsp. sachalinensis (Losinsk.) Kovt.
- subsp. sibirica (Andrz. ex Besser) Kovt.
- subsp. turkestanica (Losinsk.) Kovt.

W Polsce występuje jeden – subsp. sibirica (Andrz. ex Besser) Kovt. zwany zarzyczką syberyjską.

## Morfologia
ŁodygaBezlistny głąbik o wysokości do 40 cm. Roślina jest cała pokryta miękkimi, gęstymi włosami.
LiścieWyrastają na długich ogonkach w różyczce i podobnie jak łodyga są miękko owłosione. Mają okrągławy kształt z głębokosercowatą nasadą i są klapowane mniej więcej do ¼ długości, przy czym łatki z każdej strony mają 2–3 ząbki z krótką ością.
KwiatyZebrane po 3–19 w baldaszek. Kielich o długości 3–5 mm, wolny, o zielonych działkach z zaokrąglonymi wcięciami między nimi. Korona dzwonkowatego kształtu, ok. trzykrotnie dłuższa od kielicha, purpurowofioletowa. Pręciki przyrośnięte do pierścieniowatego zgrubienia u nasady rurki korony. Ich pylniki mają zaostrzone łączniki.
OwocPękająca 5 klapami na szczycie torebka.

## Biologia i ekologia
RozwójBylina. Rozmnaża się wyłącznie przez nasiona. Kwitnie od maja do lipca, jest owadopylna. Nasiona rozsiewane są przez wodę (hydrochoria). Owoce dojrzewają od maja do połowy lipca, a wysiewają się do końca września. Badania w populacjach tatrzańskich wykazały, że jeden osobnik wytwarza od 117 do 227 nasion.
SiedliskoWystępuje w piętrze regla dolnego, górnego, w piętrze kosodrzewiny i tylko w miejscach stale wilgotnych, obfitujących w dobrze natlenioną, czystą wodę – w dolinach potoków górskich, na wilgotnych skałach lub w runie cienistych lasów. Wybiera najczęściej stanowiska „chłodne”, a więc zbocza wystawione ku północy lub zachodowi, głębokie doliny i osłonięte szczeliny skalne. Jest rośliną umiarkowanie wapieniolubną – spotyka się ją głównie na podłożu utworzonym przez wapienie, dolomity oraz łupki bogate węglan wapnia. W Beskidach spotyka się ją na podłożu fliszowym, byle tylko tworzyły je skały w miarę zasobne w węglan wapnia.
GenetykaLiczba chromosomów: 2n = 24.

## Zagrożenia i ochrona
Roślina została objęta w Polsce ścisłą ochroną gatunkową w 2001 roku. Od 2014 roku podlega ochronie częściowej.
Została wpisana na Czerwoną listę roślin i grzybów Polski (2006) w kategorii R, czyli wśród gatunków rzadkich, potencjalnie zagrożonych. W wydaniu z 2016 roku otrzymała kategorię NT (bliski zagrożenia). Znalazła się także w Polskiej Czerwonej Księdze Roślin (2001) w kategorii LR – gatunków niskiego ryzyka. W wydaniu z 2014 roku otrzymała kategorię NT – bliska zagrożeniu.
Duża liczebność populacji występujących w Gorcach, oraz występowanie ich w miejscach odległych od szlaków turystycznych, a nawet dróg i ścieżek powoduje, że wydają się one niezagrożone. W niewielkim stopniu zagrożone są populacje tatrzańskie – w niektórych miejscach grozi im zarastanie przez las. Na niektórych stanowiskach roślina ta jednak wyginęła wskutek zniszczenia nadrzecznych kamieńców. Z powodu małej liczby osobników silnie zagrożone są natomiast stanowiska w Dolinie Waksmundzkiej i na Pilsku (o ile jeszcze istnieją).

## Zastosowanie
Bywa uprawiana jako roślina ozdobna. Szczególnie nadaje się do ogródków skalnych. Może rosnąć w zacienionym miejscu. Wymaga wilgotnej, próchnicznej i żyznej gleby o odczynie zasadowym. Mrozoodporność wystarczająca. Można ją rozmnażać wiosną lub w sierpniu przez podział kęp, najlepiej jednak przez nasiona, na ogół zresztą rozsiewa się sama.